# Manja Mourier
Manja Cecilie Mourier, født Povlsen (3 oktober 1911 i Sankt Petersborg – 10. juni 1991 i Hillerød) var en dansk skuespiller og sanger.
Hun var gift tre gange, først med arkitekten og skuespilleren Paul Mourier, anden gang med arkitekten Otto Danneskiold-Samsøe og sidst med psykologen Bertel Hauge.
Mouriers forældre var officerer i Frelsens Hær. Hun måtte som barn følge med forældrene på deres rejser rundt i Europa. Hun studerede ved Aarhus Teater 1938-1939 og debuterede som visesanger i Lulu Ziegler-revyen. Efter 2. verdenskrig startede hun sammen med sin første mand arkitekten Poul Mourier "Den lille Cabaret" i Grand Café på Kongens Nytorv. Hun medvirkede i en koncert i Carnegie Hall og optrådte som sanger i Iran, Japan, Indien, USA og Europa.
Manja Mourier ligger begravet på Mariebjerg Kirkegård.

## Filmografi
- 1939 – Panik
- 1972 – Farlige kys